# Mortierella gamsii
Mortierella gamsii är en svampart som beskrevs av Milko 1974. Mortierella gamsii ingår i släktet Mortierella och familjen Mortierellaceae.   Inga underarter finns listade i Catalogue of Life.